# コアラーズ
コアラーズ （Coaraze）は、フランス、プロヴァンス＝アルプ＝コート・ダジュール地域圏、アルプ＝マリティーム県のコミューン。狭い通りとアーチを持つ、フランスの最も美しい村の1つである。

## 地理
コアラーズは、1412mあるフェリオン山のふもと、コント・ド・パイヨン谷を構成する砂岩の上、標高667m地点にある。
コミューンを南北に県道15号線が通る。この道路はリュセラン、コル・サン・ロックに通じる。
コミューン内はコニファーやミモザの森林が占める。コミューンは、テラス状にオリーブが生えている場所にある。

## 歴史
リグリア人、ケルト人、ローマ人がこの地に住んだ。1629年にコアラーズは男爵領となった。1744年から1748年までスペイン王子に臣従を誓い、スペインの行政下に置かれた。
1793年、コアラーズの戦いで、のちに元帥となるクロード・ヴィクトル＝ペランは、600人の大隊を含む移民連隊と3000人のピエモンテ軍を敗走させた。

## 人口統計
| 1962年 | 1968年 | 1975年 | 1982年 | 1990年 | 1999年 | 2006年 |
| ------ | ------ | ------ | ------ | ------ | ------ | ------ |
| 421    | 513    | 327    | 463    | 540    | 654    | 712    |

参照元:INSEE

## 史跡
1960年、当時のコアラーズの首長は、日時計や地中海地方独特の道具をつくるために幾人かの芸術家のもとを訪ねた。ジャン・コクトーが作ったのが、トカゲの意匠であった。2008年に新たな自治体に引き継がれる前に計画は頓挫した。現在日時計は、役場、広場、学校を飾っている。

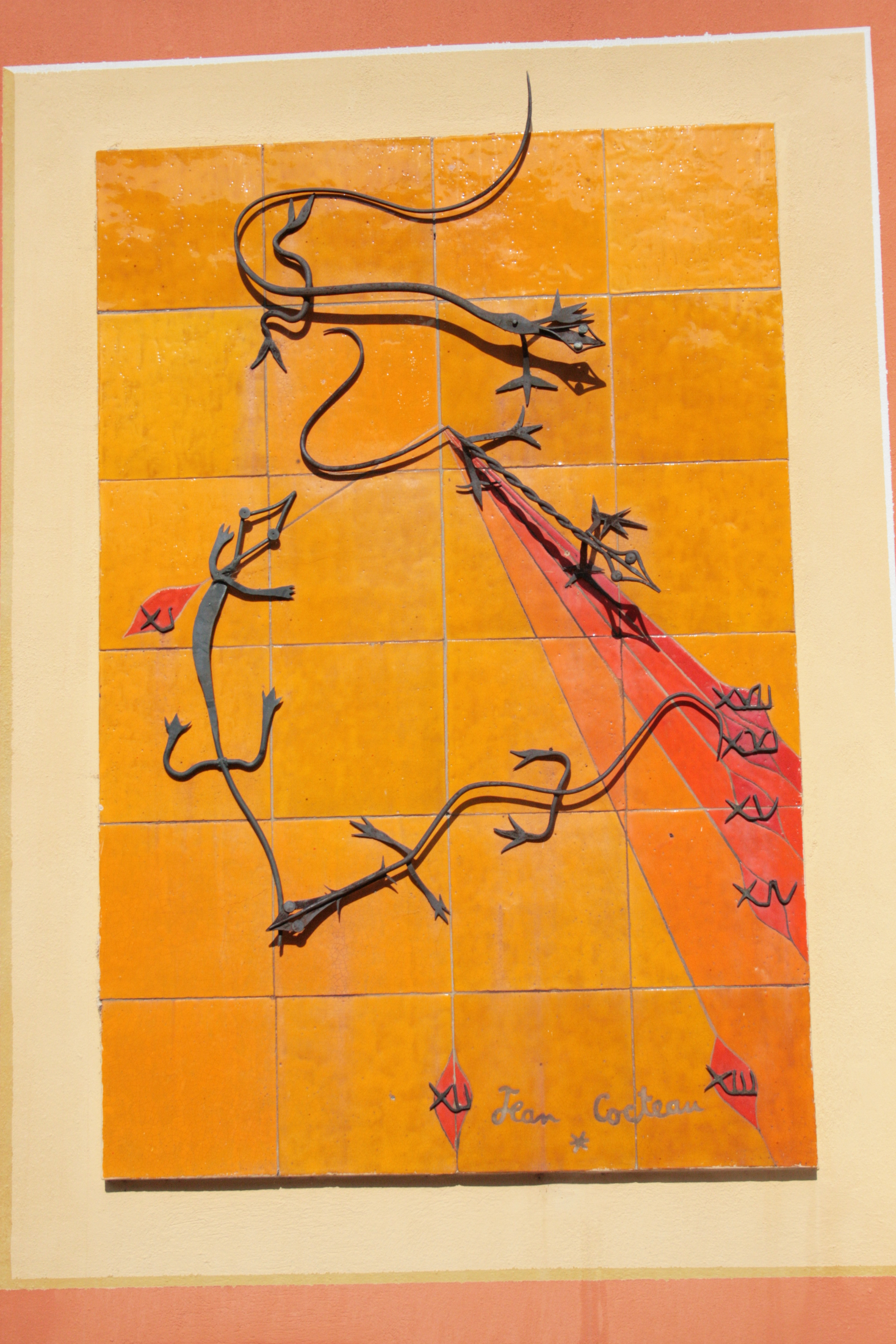
コクトーの日時計
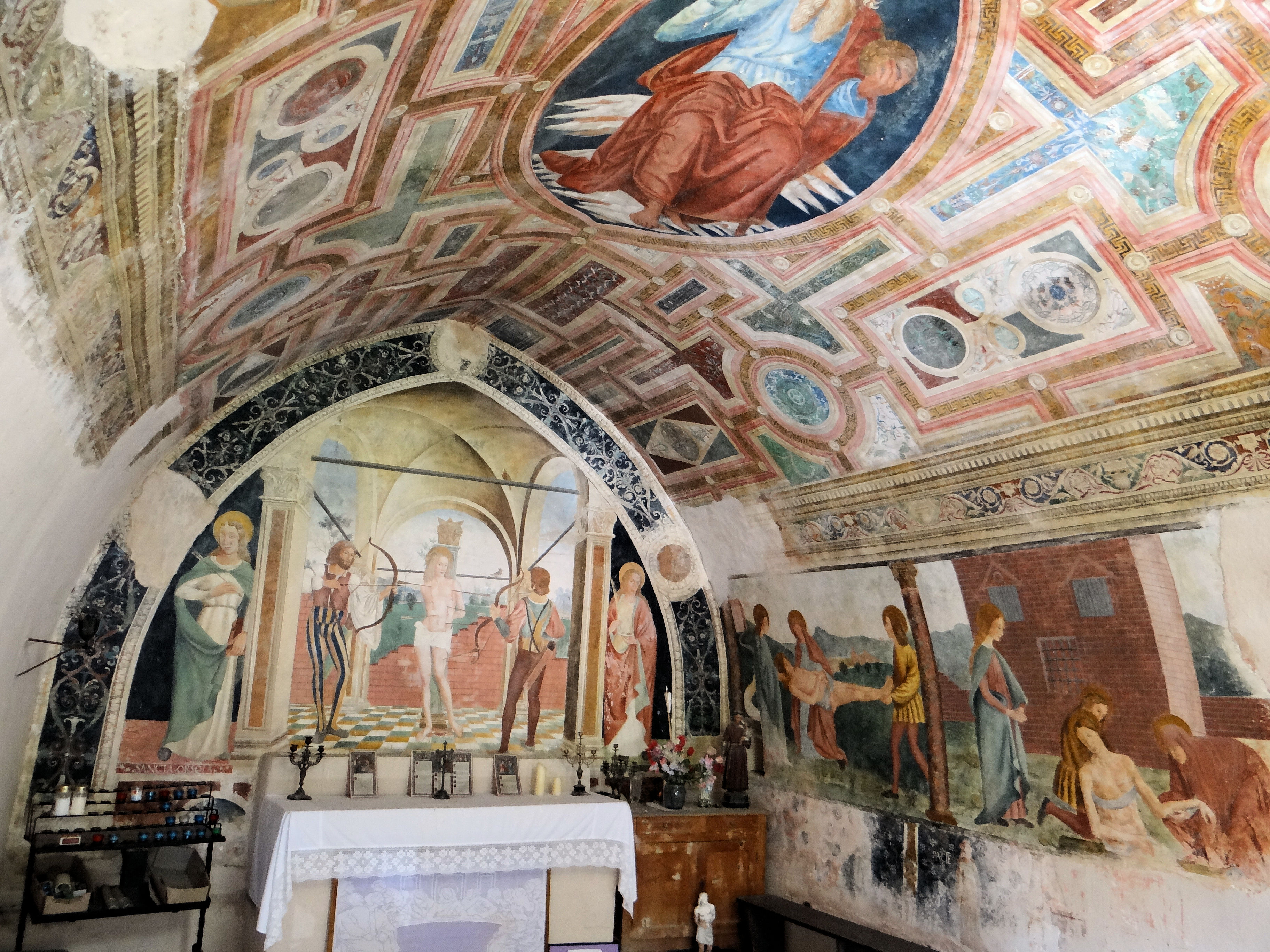
サン＝セバスティアン礼拝堂
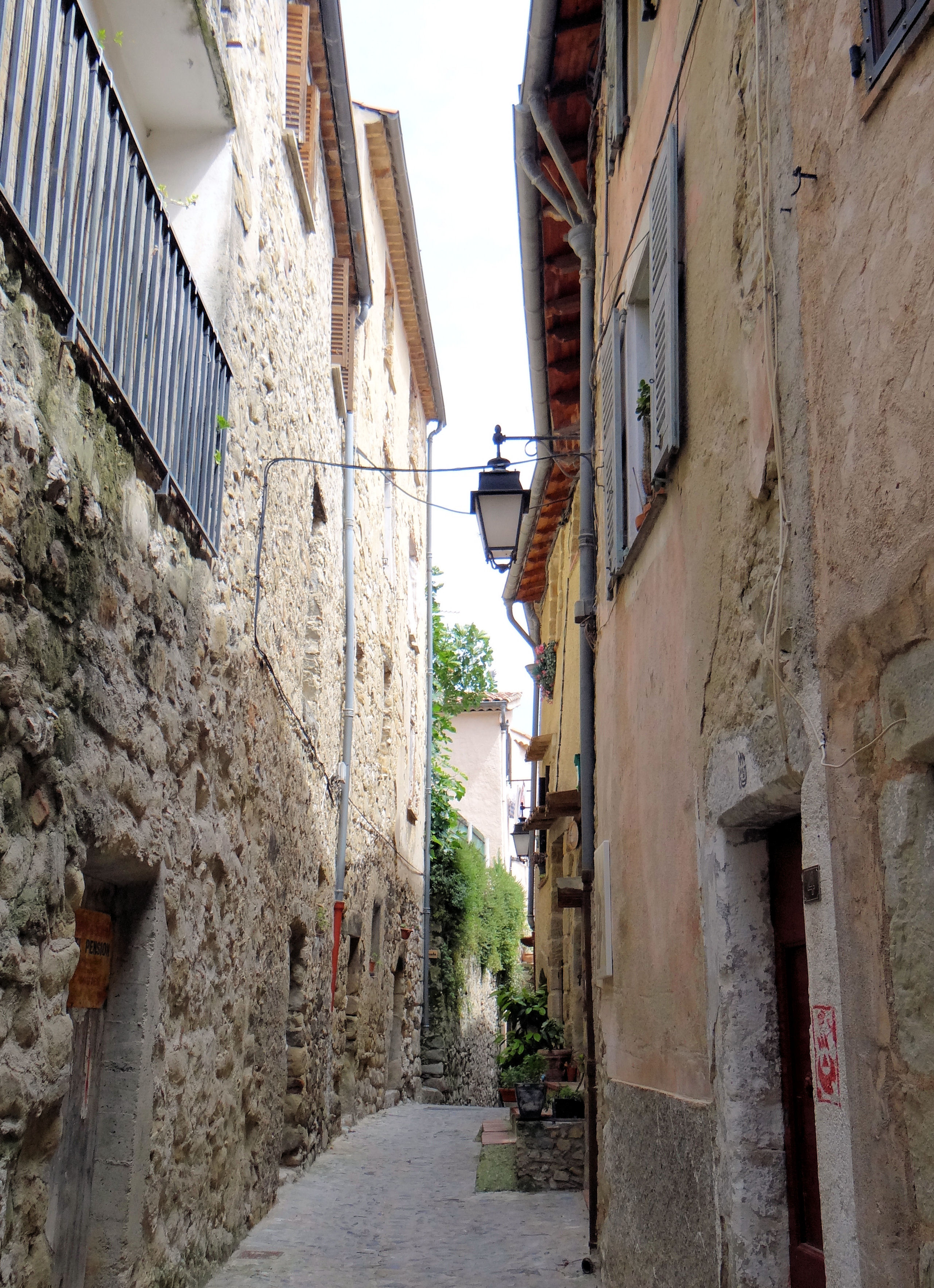
路地
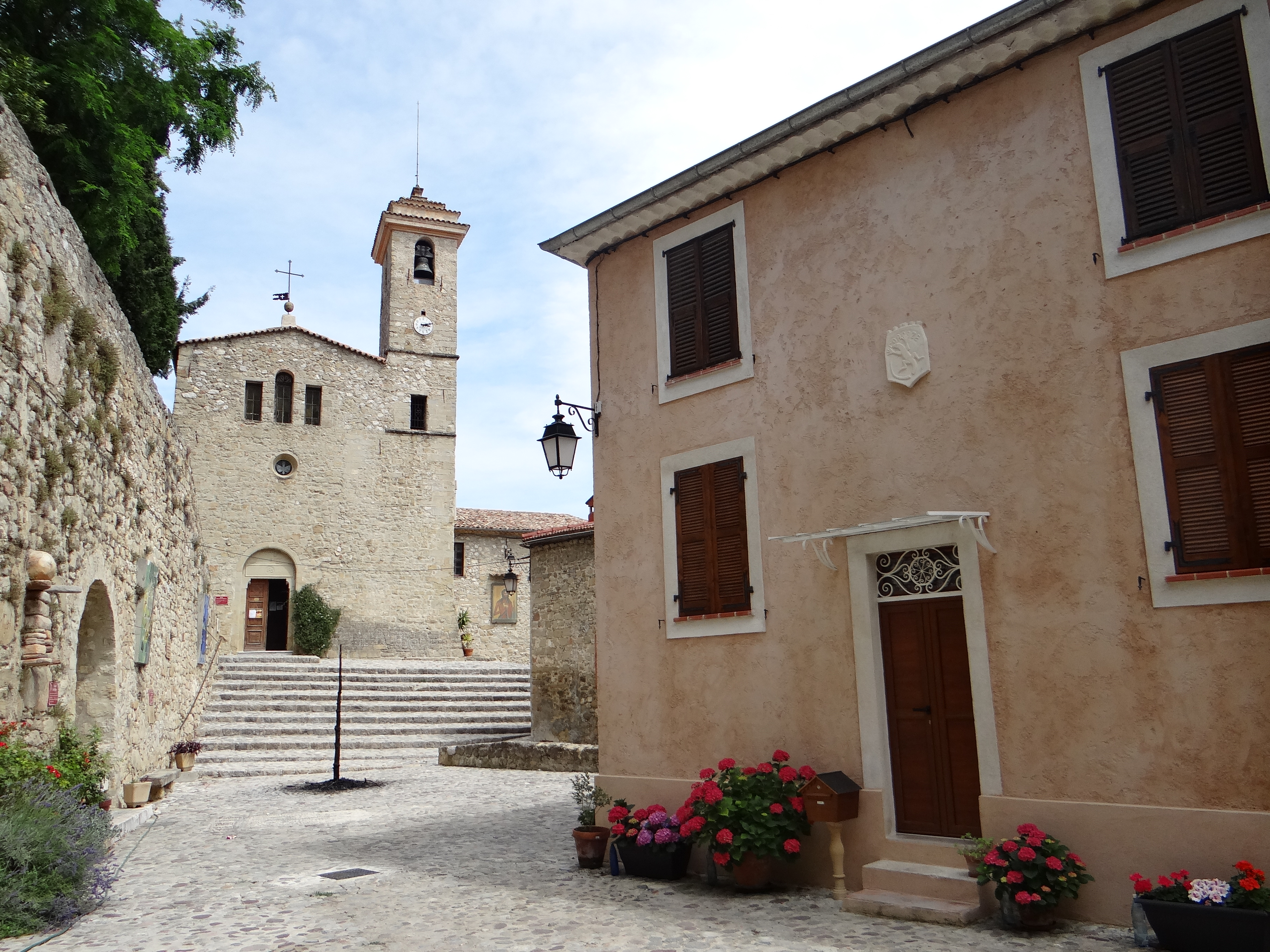